# Caioca
Caioca é um distrito do município brasileiro de Sobral, no interior do estado do Ceará. Segundo o censo demográfico de 2022, realizado pelo Instituto Brasileiro de Geografia e Estatística (IBGE), sua população era de 1 214 habitantes e havia 388 domicílios particulares permanentes ocupados. Foi criado pela lei estadual nº 7.150 de 14 de janeiro de 1964.
De acordo com o IBGE, em 2010 a população era de 817 habitantes e havia 292 domicílios particulares.